# Communauté de communes de la Brie Boisée
Die Communauté de communes de la Brie Boisée war ein französischer Gemeindeverband mit der Rechtsform einer Communauté de communes im Département Seine-et-Marne in der Region Île-de-France. Sie wurde am 26. Dezember 1994 gegründet und umfasste fünf Gemeinden. Der Verwaltungssitz befand sich im Ort Pontcarré.

## Historische Entwicklung
Am 1. Januar 2017 wurde der Gemeindeverband mit der Communauté de communes du Val Bréon und der Communauté de communes Les Sources de l’Yerres zur neuen Communauté de communes Val Briard zusammengeschlossen.

## Ehemalige Mitgliedsgemeinden
1. Favières
2. Ferrières-en-Brie
3. Pontcarré
4. Villeneuve-le-Comte
5. Villeneuve-Saint-Denis